# Seznam představitelů Lublaně

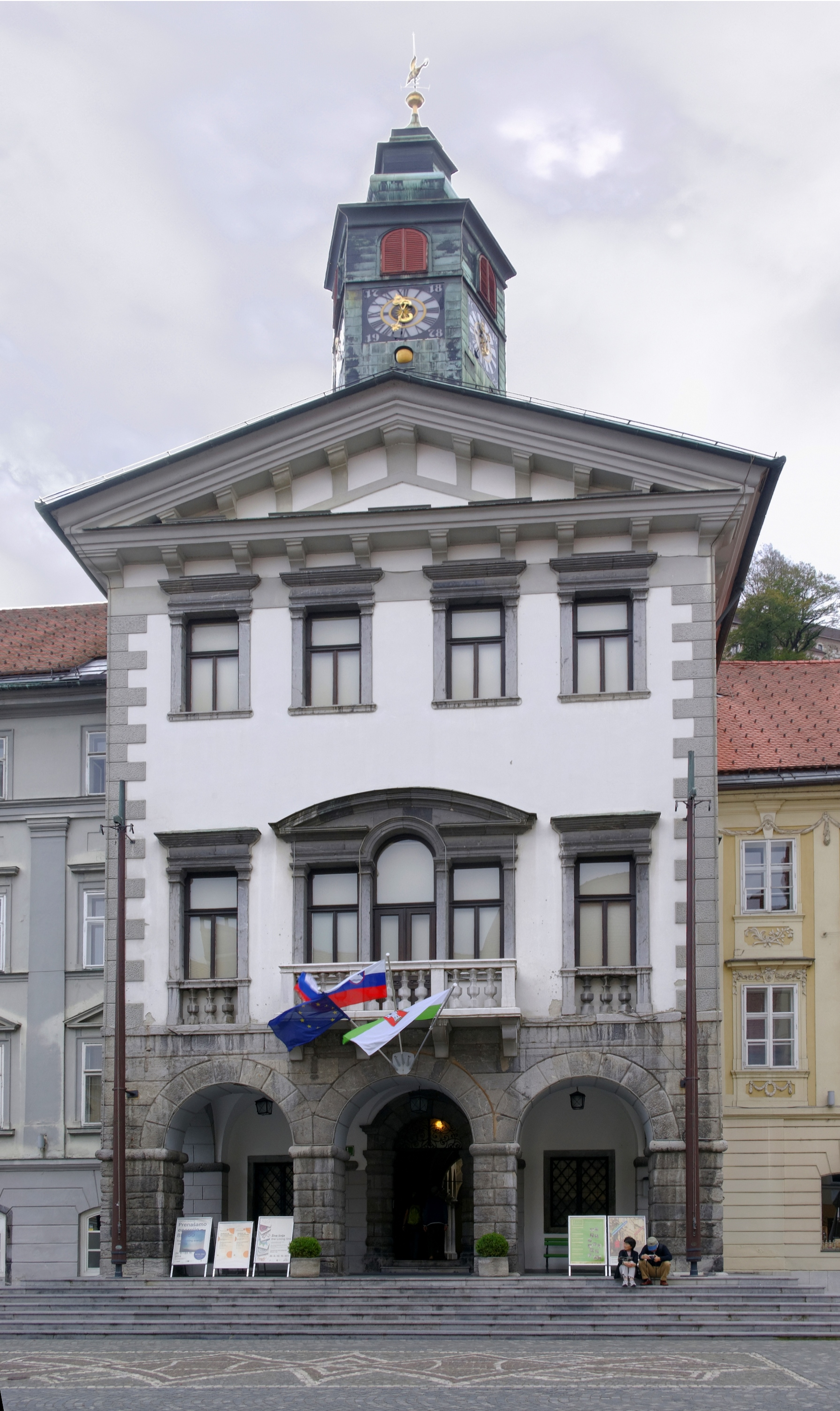
Lublaňská radnice, sídlo župana

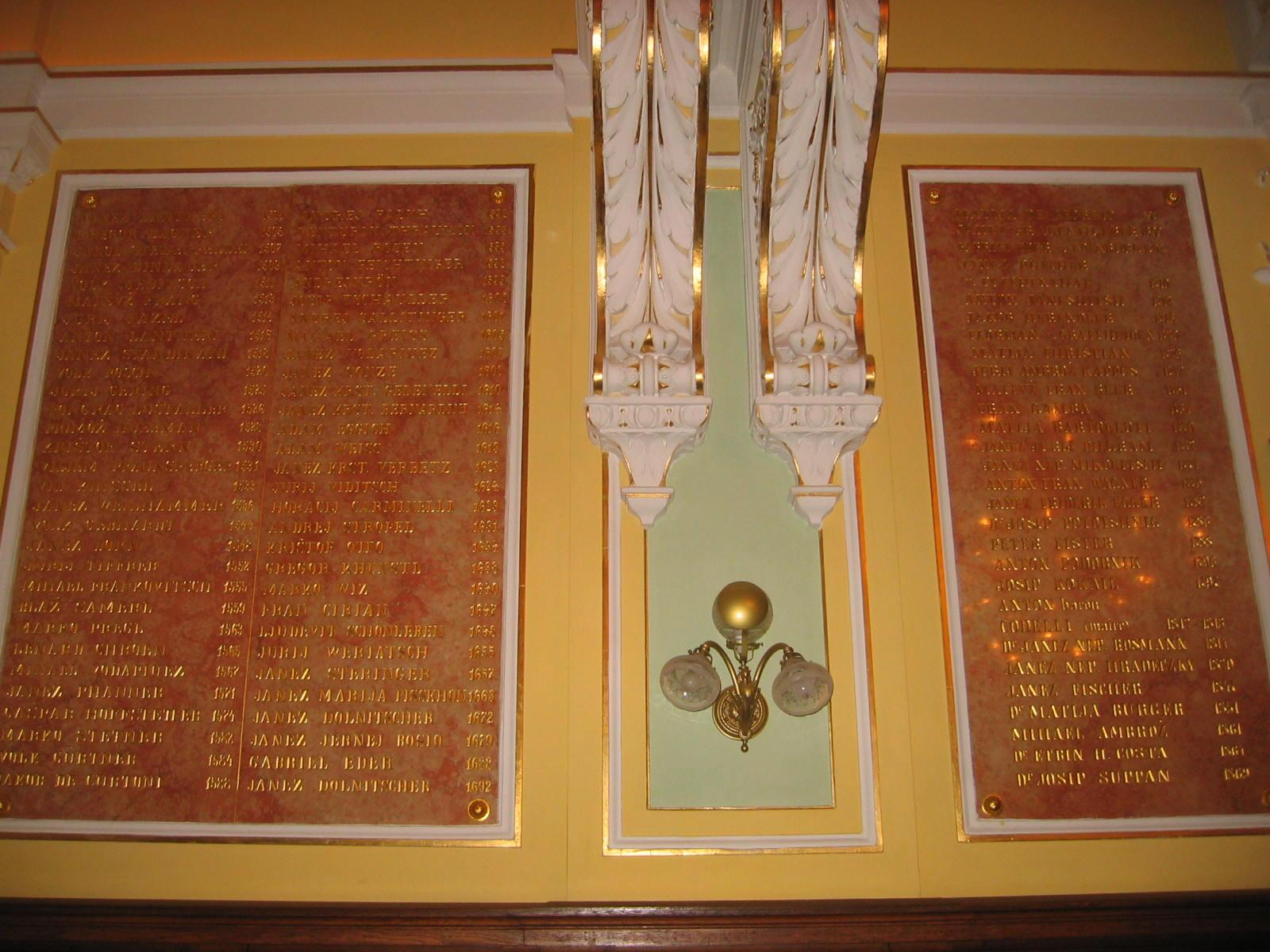
Seznam županů Lublaně umístěný v budově radnice

Seznam představitelů města Lublaň od roku 1504, kdy město získalo práva na voleného představitele. Ten se zde nazývá župan, v českém tisku je ale používáno i pojmu starosta Lublaně.

## 16. století
- Janez Lantheri (1504)
- Gregor Lagner (1505)
- Lenart Praunsperger (1506)
- Jakob Stettenfelder (1507)
- Janez Lindauer (1509)
- Volk Meditsch (1511)
- Matevž Frang (1513)
- Jurij Tazel (1514)
- Anton Lantheri (1516)
- Janez Standinath (1518)
- Volk Posch (1520)
- Jurij Gering (1524)
- Pongrac Lustaller (1526)
- Primož Huebman (1528)
- Peter Reicher (1529)
- Kristof Stern (1530)
- Viljem Praunsperger (1531)
- Vid Khissel (1533)
- Janez Weilhammer (1536)
- Volk Gebhardt (1544)
- Janez Dorn (1548)
- Jurij Tiffrer (1552)
- Mihael Frankovitsch (1555)
- Blaž Samerl (1559)
- Marko Pregl (1563)
- Lenard Chroen (1565)
- Mihael Vodapiuez (1567)
- Janez Phanner (1571)
- Gaspar Hoffstetter (1574)
- Marko Stetner (1582)
- Volk Guertner (1584)
- Jakob De Curtoni (1588)
- Andrej Falkh (1592)
- Venturin Thrauison (1593)
- Mihael Rosen (1595)
- Anton Feichtinger (1598)
- Andrej Kroen (1599)
- Josip Tschauller (1600)

## 17. století
- Andrej Sallitinger (1601)
- Mihael Weiss (1605)
- Janez Vodapiuez (1607)
- Janez Sonze (1608)
- Janez Krstnik Gedenelli (1610)
- Adam Eggich (1616)
- Adam Weiss (1619)
- Janez Krstnik Verbetz (1623)
- Jurij Viditsch (1624)
- Horacij Carminelli (1629)
- Andrej Stropel (1631)
- Kristof Otto (1634)
- Gregor Khunstl (1638)
- Marko Wiz (1640)
- Fran Cirian (1647)
- Ljudevit Schonleben (1648)
- Jurij Wertatsch (1650)
- Janez Steringer (1657)
- Janez Maria Pisckhon (1663)
- Janez Krstnik Dolnitscher (1672)
- Janez Jernej Bosio (1679)
- Gabriel Eder (1688)
- Janez Dolnitscher (1692)
- Matija Di Georgio (1697)
- Janez Graffenhueber (1699)

## 18. století
- Gabriel Eder (1702)
- Janez Kristof Pucher pl. Puechenthall (1710)
- Anton Janeshitsh (1712)
- Jakob Herendler (1716)
- Florijan von Grafflieiden (1720)
- Matija Christian (1726)
- Anton Raab (1738)
- Jurij Ambrož Kappus (1742)
- Matevž Fran Beer (1751)
- Fran Gamba (1764)
- Janez Mihael Kuk (1766)
- Matija Bertolloti (1770)
- Janez Jurij Pilgram (1772)
- Janez Nepomuk Mikolitsch (1774)
- Anton Fran Wagner (1775)
- Janez Friderik Egger (1782)
- Josip Pototschnig (1786)
- Peter Fister (1788)
- Anton Podobnik (1796)
- Josip Kokail (1797)

## 19. století
- Anton Codelli (1812)
- Janez Nepomuk Rosmann (1814)
- Janez Nepomuk Hradeczky (1820)
- Janez Fischer (1847)
- Matija Burger (1851)
- Mihael Ambrož (1861)
- Etbin Henrik Costa (1864)
- Josef Suppan (1869)
- Karl Deschmann (1871)
- Anton Laschan (1874)
- Peter Grasselli (1882)
- Ivan Hribar (1896-1910)

## 20. století
- Ivan Tavčar (1911-1921)
- Ljudevit Perič (1921-1928)
- Dinko Puc (1928–1935)
- Vladimir Ravnihar (1935)
- Juro Adlešič (1935–1942)
- Leon Rupnik (1942–1945)
- Pavel Lunaček (1945)
- Fran Albreht (1945–1948)
- Matija Maležič (1948–1951)
- Jaka Avšič (1951–1953)
- Heli Modic (1953–1954)
- Marijan Dermastja (1954–1960)
- Marjan Jenko (1960–1961)
- Marjan Tepina (1961–1967)
- Miha Košak (1967–1973)
- Tone Kovič (1973–1978)
- Marjan Rožič (1978–1982)
- Tina Tomlje (1982–1986)
- Nuša Kerševan (1986–1990)
- Jože Strgar (1990–1994)
- Dimitrij Rupel (1994–1998)
- Vika Potočnik (1998–2002)

## 21. století
- Danica Simšič (2002–2006)
- Zoran Janković (2006 – 21. prosince 2011[2])
- Aleš Čerin, zastupující župan (21. prosince 2011[2] – 25. března 2012)
- Zoran Janković (25. března 2012 – dodnes)